# Deutsch-Italienische Panzerarmee
Le Deutsch-Italienische Panzerarmee (en italien : Armata corazzata italo-tedesca - en français : Armée blindée italo-allemande) est une unité de la taille d'une armée de blindés allemande qui a servi dans la Wehrmacht pendant la Seconde Guerre mondiale en Afrique du Nord.
La Deutsch-Italienische Panzerarmee est formée le 1er octobre 1942 par la redésignation de la Panzerarmee Afrika.
Elle a été défaite au cours de la seconde bataille d'El Alamein et repoussée en Tunisie par l'offensive britannique.
Avec la Organisationsstab Tunesien, la Deutsch-Italienische Panzerarmee forme le Heeresgruppe Afrika (Groupe d'armées Afrika) le 22 février 1943.

## Organisation

### Commandant
| Début            | fin             | Grade                     | Commandant               |
| ---------------- | --------------- | ------------------------- | ------------------------ |
| 1er octobre 1942 | 24 octobre 1942 | General der Kavallerie    | Georg Stumme             |
| 24 octobre 1942  | 25 octobre 1942 | General der Panzertruppen | Wilhelm Ritter von Thoma |
| 25 octobre 1942  | 17 février 1943 | Generalfeldmarschall      | Erwin Rommel             |
| 17 février 1943  | 22 février 1943 | Generalleutnant           | Karl Bülowius            |

### Chef d'état-major
| Début            | fin             | Grade        | Commandant      |
| ---------------- | --------------- | ------------ | --------------- |
| 1er octobre 1942 | 7 décembre 1942 | Generalmajor | Alfred Gause    |
| 7 décembre 1942  | 22 février 1943 | Oberst       | Fritz Bayerlein |

## Zones d'opérations
- Afrique du Nord: Octobre 1942 - Février 1943

## Ordres de bataille
Unités allemandes:
- Deutsches Afrikakorps
- 90. leichte Afrika-Division
- Luftwaffen-Jäger-Brigade 1
- 164. leichte Afrika-Division

Unités italiennes:
- X. italienisches Armeekorps
- XXI. italienisches Armeekorps
- Division "Giovanni Fascisti"
- Division 17 "Pavia"
- XX. italienisches Armeekorps (mot.)